# Sevek
Sevek ist ein brasilianischer House-DJ und Musikproduzent.

## Musikkarriere
Sevek macht seit 2017 Musik. Der große Durchbruch gelang ihm zusammen mit Öwnboss, der ebenfalls aus Brasilien stammt. Beide veröffentlichten 2021 die Single Move Your Body über Tiëstos Label Musical Freedom Records, ein Sublabel von Spinnin’ Records. Tiësto selbst veröffentlichte einen Remix zu dem Song. Das Lied wurde ein internationaler Erfolg und erreichte insbesondere über TikTok viele Menschen. In etwa 42.000 Videos fand der Track Verwendung.
Sevek selbst hat ungefähr zwei Millionen Hörer auf Spotify und spielt vor allem Bass House. Bekannt wurden sein Track Up sowie der Song Till the Roof, der auf einem Sample des gleichnamigen Songs von Eminem und Nate Dogg beruht.

## Diskografie

### EPs
- 2021: Big Beach

### Singles
- 2017: Eu Lembro (mit Cashias)
- 2017: Sink Deeper
- 2017: Don’t Look Back
- 2017: My Memory
- 2018: Till the Roof (mit Pump Gorilla)
- 2018: Famous Song (mit Once Cube)
- 2018: Spotlight (mit Pump Gorilla und Joseph Feinstein)
- 2019: Best Moment
- 2019: Fkgn
- 2019: Tremendous (mit Tiago Rosa)
- 2019: Raise That Sound (mit Zerky)
- 2019: My Name
- 2019: Me Alone
- 2019: Feel This Low
- 2019: Unfucking Believable (mit Öwnboss)
- 2020: Tonight
- 2020: Seduction
- 2020: Up (mit Guz Zanotto)
- 2020: Popoti
- 2021: Michael.D
- 2021: Voyage, Voyage (mit Lferreira & Lucas Belgrado)
- 2021: Move Your Body (mit Öwnboss, UK: Silber)
- 2022: Anymore (mit Lferreira)
- 2022: On Ecstasy

### Remixes
- 2021: MC Zaquin: Ô Moça (Remix)
- 2022: Lucas Estrada: In the Night (Sevek Remix)

## Auszeichnungen für Musikverkäufe
| Goldene Schallplatte - Brasilien - 2022: für die Single Move Your Body - Italien - 2024: für die Single Move Your Body - Spanien - 2024: für die Single Move Your Body | Platin-Schallplatte - Frankreich - 2023: für die Single Move Your Body 3× Platin-Schallplatte - Polen - 2024: für die Single Move Your Body |

Anmerkung: Auszeichnungen in Ländern aus den Charttabellen bzw. Chartboxen sind in ebendiesen zu finden.
| Land/RegionAuszeichnungen für Musikverkäufe (Land/Region, Auszeichnungen, Verkäufe, Quellen) | Silber  | Gold     | Platin     | Verkäufe | Quellen             |
| -------------------------------------------------------------------------------------------- | ------- | -------- | ---------- | -------- | ------------------- |
| Brasilien (PMB)                                                                              | —       | Gold1    | —          | 40.000   | pro-musicabr.org.br |
| Deutschland (BVMI)                                                                           | —       | —        | Platin1    | 400.000  | musikindustrie.de   |
| Frankreich (SNEP)                                                                            | —       | —        | Platin1    | 200.000  | snepmusique.com     |
| Italien (FIMI)                                                                               | —       | Gold1    | —          | 50.000   | fimi.it             |
| Österreich (IFPI)                                                                            | —       | —        | Platin1    | 30.000   | ifpi.at             |
| Polen (ZPAV)                                                                                 | —       | —        | 3× Platin3 | 150.000  | olis.pl             |
| Spanien (Promusicae)                                                                         | —       | Gold1    | —          | 30.000   | elportaldemusica.es |
| Vereinigtes Königreich (BPI)                                                                 | Silber1 | —        | —          | 200.000  | bpi.co.uk           |
| Insgesamt                                                                                    | Silber1 | 3× Gold3 | 6× Platin6 |          |                     |